# غازی خسرو بگ
غازی خسرو بگ (ترکی عثمانی: غازی خسرو بک؛ ۱ ژانویهٔ ۱۴۸۰ – ۱ ژانویهٔ ۱۵۴۱) سیاستمدار اهل امپراتوری عثمانی بود.